# Orte
Orte is een gemeente in de Italiaanse provincie Viterbo (regio Lazio) en telt 8237 inwoners (31-12-2004). De oppervlakte bedraagt 70,2 km², de bevolkingsdichtheid is 110,90 inwoners per km².
De volgende frazioni maken deel uit van de gemeente: Orte Scalo.

## Demografie
Orte telt ongeveer 3207 huishoudens. Het aantal inwoners daalde in de periode 1991-2001 met 0,5% volgens cijfers uit de tienjaarlijkse volkstellingen van ISTAT.
| Jaar | Inwoneraantal |
| ---- | ------------- |
| 1991 | 7820          |
| 2001 | 7781          |

## Geografie
De gemeente ligt op ongeveer 132 m boven zeeniveau.
Orte grenst aan de volgende gemeenten: Amelia (TR), Bassano in Teverina, Gallese, Giove (TR), Magliano Sabina (RI), Narni (TR), Otricoli (TR), Penna in Teverina (TR), Vasanello.